# Копнинский сельский округ (Московская область)
Копнинский сельский округ — упразднённая административно-территориальная единица, существовавшая на территории Раменского района Московской области в 1994—1998 годах.
Копнинский сельсовет был образован в 1923 году в составе Васильевской волости Богородского уезда Московской губернии путём выделения из Зюзинского с/с.
В 1926 году Копнинский с/с включал деревни Копнино и Полушкино, а также опытный совхоз.
В 1929 году Копнинский с/с был отнесён к Реутовскому району Московского округа Московской области. При этом к нему был присоединён Зюзинский (селение Зюзино) с/с.
20 мая 1930 года Копнинский с/с был передан в Ухтомский район. В это время он включал селения Зюзино, Копнино, Полушкино и Опытное поле.
3 июня 1959 года Ухтомский район был переименован Люберецкий район.
28 июля 1960 года Копнинский с/с был передан в Раменский район.
1 февраля 1963 года Раменский район был упразднён и Копнинский с/с вошёл в Люберецкий сельский район. 11 января 1965 года Копнинский с/с был возвращён в восстановленный Раменский район.
3 февраля 1994 года Копнинский с/с был преобразован в Копнинский сельский округ.
8 июля 1998 года Копнинский с/о был упразднён, а его территория (селения Зюзино, Копнино и Полушкино, Опытное Поле) включена в Вялковский сельский округ.